# Leucosolenia minoricensis
Leucosolenia minoricensis är en svampdjursart som beskrevs av Lakschewitz 1886. Leucosolenia minoricensis ingår i släktet Leucosolenia och familjen Leucosoleniidae. Inga underarter finns listade i Catalogue of Life.